# 陳潤 (成化進士)
陳潤（1444年—？），字維澤，浙江杭州府臨安縣人，匠籍，明朝政治人物。

## 生平
順天府鄉試第十四名舉人。成化十七年（1481年）中式辛丑科會試第二百三十七名，三甲第一百四十四名進士。

## 家族
祖父陳文；父陳貴，母趙氏；繼母范氏。